# Mouchoir
Pour les articles homonymes, voir mouchoir (homonymie).
 (août 2022).
Si vous disposez d'ouvrages ou d'articles de référence ou si vous connaissez des sites web de qualité traitant du thème abordé ici, merci de compléter l'article en donnant les références utiles à sa vérifiabilité et en les liant à la section « Notes et références ».

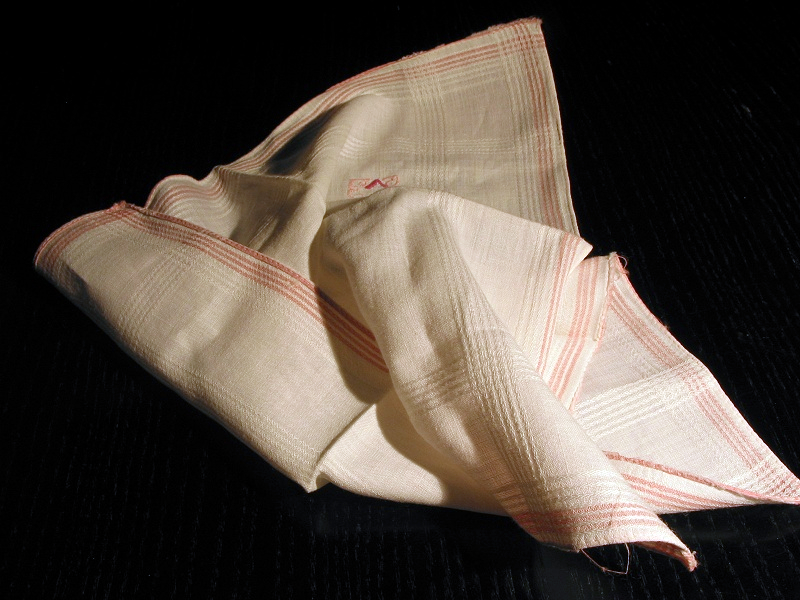
Mouchoir en tissu. On distingue la marque, ton sur ton, du fabricant.

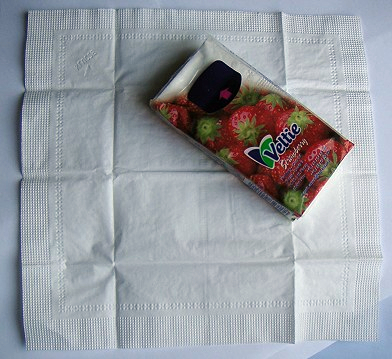
Mouchoir en papier (cellulose) avec son étui en plastique.

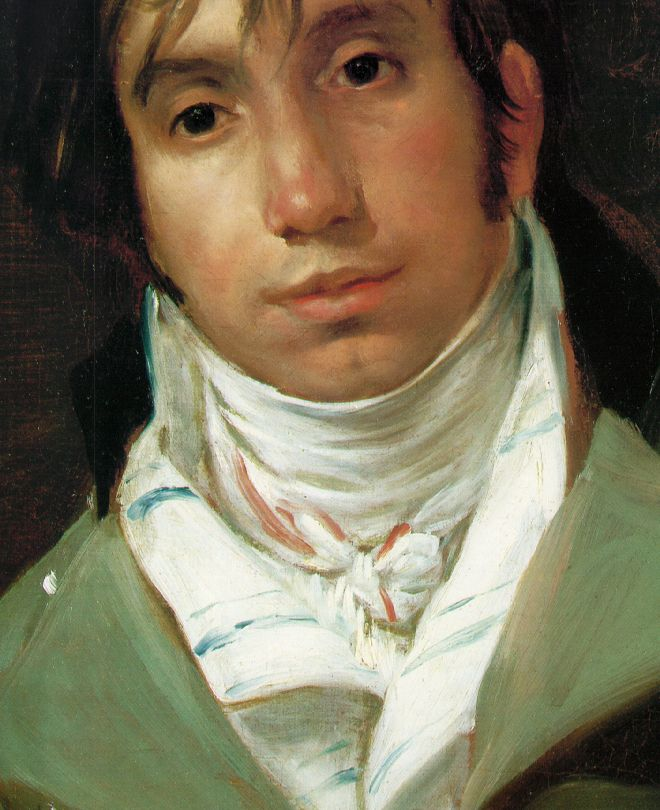
Portrait d'homme avec un mouchoir de col autour du cou.

Un mouchoir est une pièce de tissu ou de papier (cellulose), principalement utilisée pour l'hygiène et la commodité corporelle, notamment pour se moucher.
Le mouchoir est généralement de forme carrée, en tissu simple. Cette forme a beaucoup varié dans l'histoire, et elle ne va pas de soi. Du mouchoir à carreaux de Cholet au mouchoir-éponge japonais, le mouchoir a évolué. Il se décline aujourd'hui sous des formes résultant de facteurs économiques, de la mode, ou encore des progrès de l'hygiène.
Il existe une industrie du mouchoir, produisant des tissus spécifiquement destinés à se moucher. Cependant, il arrive d'utiliser comme mouchoir un morceau de tissu prévu à l'origine pour un tout autre usage, et inversement on transforme souvent le mouchoir en brassard, en doudou ou en chiffon.
Facilement transportable et souvent à portée de main, il remplace un nombre considérable d'objets à l'occasion : on bouche un trou, on éponge une plaie, on fait un nœud avec son mouchoir, qu'on peut transformer en bandeau, en brassard, ou encore en signe d'adieu.
Cet objet de première nécessité a donc pour caractéristique principale d'avoir une origine et une utilisation parfois très éloignées de l'acte de se moucher. Il quitte alors sa fonction hygiénique ou de commodité.

## Le mouchoir, un objet polyvalent
En français, le mouchoir tire son nom du fait de se moucher, qui est une des ses principales utilisations, mais qui n'a pas été la seule.
Durant le Moyen-Âge européen, on commence à utiliser de petites pièces de textile carrées pour divers usages, notamment s'essuyer les sécrétions. On s'essuie par exemple les larmes lors des cérémonies de deuil. On s'en sert aussi comme couvre-chef (mot dont est tiré son nom anglais de kerchief), pour nouer ses cheveux, comme baluchon ou comme bourse.
Cet objet est très marqué moralement quelle que soit la société considérée : se moucher est un acte parfois poli et parfois discourtois selon les cultures, ou même à l'intérieur d'une même société, selon le contexte.
Ainsi, l'utilitarisme originel du mouchoir ne l'affranchit pas d'une dimension morale très présente.
Dans le même ordre d'idées, le mouchoir est généralement rangé, en France, dans la poche d'un vêtement. Mais toutes les cultures ne disposent pas de vêtements à poches, et l'usage du mouchoir a toujours varié d'une société ou d'une époque à l'autre : il a parfois pu être une marque manifeste voulue par le porteur du mouchoir, ou justement un objet à dissimuler le plus possible.

### Origines de l'usage hygiénique
Le vocable « mouchoir » est dérivé du verbe « (se) moucher » (fin du XVe siècle). Il provient du latin muccare, lui-même dérivé de muccus (« mucus »). En français, le sens d'une utilisation hygiénique ou du moins corporelle du morceau de tissu est donc marqué dès l'origine du mot. Dans d'autres langues, en revanche, le terme pour « mouchoir » reflète d'autres utilisations : ainsi, en anglais, le handkerchief et le tissue sont deux objets bien distincts (mouchoir en tissu et mouchoir en papier). Le handkerchief (littéralement, « couvre-chef de main ») semble d'un emploi plus vestimentaire ou coquet — le kerchief, « mouchoir de tête », est une ancienne coiffe rudimentaire (voir plus bas, le dessin de Millet). En italien, au contraire, si le fazzoletto est une pièce de tissu pour se moucher ou pour servir de foulard, l'autre mot existant est pazzuella, pièce de tissu à tout faire : l'italien fait une différence entre deux types de mouchoirs en tissu. Dernier exemple, le néerlandais zakdoek est composé de zak (« sac ») et de doek (« toile, morceau ») : dans les trois langues prises pour exemple, l'aspect textile du mouchoir est fondamental et, dans certaines langues, le mouchoir se rattache même, d'une manière ou d'une autre, aux vêtements (en particulier au foulard, en italien ou en polonais). Le mouchoir est donc avant tout une pièce de tissu disponible, devenue mouchoir de facto.
Le mouchoir a fortement évolué au fil des siècles, tant dans sa physionomie que dans ses usages. Ses prémices remontent à l'Antiquité gréco-romaine.

### Origines
Le mouchoir tel qu'il existe dans sa forme actuelle est inconnu des Grecs et des Romains. Chez ces derniers, une pièce de tissu existait pour s'éponger le front : le sudarium (terme provenant du latin sudare qui signifit suer). Il était alors d'usage de se moucher avec les doigts.
Ce n'est qu'à la Renaissance qu'en Occident les mœurs évoluèrent, notamment par une valorisation du mouchoir par les moralistes. Érasme, par exemple, dans La Civilité puérile, en 1530 (chapitre I) :

« Se moucher avec son bonnet ou avec un pan de son habit est d'un paysan ; sur le bras ou sur le coude, d'un marchand de salaisons. Il n'est pas beaucoup plus propre de se moucher dans sa main pour l'essuyer ensuite sur ses vêtements. Il est plus décent de se servir d'un mouchoir, en se détournant, s'il y a là quelque personne honorable. »

Les matrones romaines auraient cependant inventé le muccinium pour se moucher, mot qui apparait pour la première fois en latin à la fin du IIIe siècle apr. J.-C. chez Arnobe,. Quant aux anciens Égyptiens, ils auraient connu le mouchoir, ayant un génie (Héqas, Ḥqȝs) personnifiant le mouchoir des divinités.
Le mouchoir en papier « de soie » apparaît au cours du IXe siècle au Japon. Dès la période époque de Heian (794-1185) les dames de la cour et les nobles japonais portent à la ceinture des feuilles blanches qui leur servent de mouchoirs. À l'époque d'Edo (env. 1600-1868) on leur donne le nom de nuigishi c'est-à-dire « papier à essuyer », car ils servaient à essuyer la lame de sabre ou le sexe, en fonction des besoins du moment. Ces témoins des ébats amoureux font partie du décor des estampes japonaises érotiques. Ils parent la bouche des courtisanes afin d'étouffer leurs cris de volupté puis servent à la toilette intime avant d'être jetés ou abandonnés sur le sol auprès de la couche.
Parallèlement, un « mouchoir d'évêque » est apparu : il s'agissait d'abord d'un suaire à proximité de l'officiant pour que celui-ci se mouchât ou s'épongeât le front durant la messe. Par la suite, il est devenu un objet de distinction, non employé pour sa fonction d'origine. On parle aussi de « doigtier » ou de « linge de crosse ».

#### France et Occident

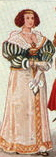
Femme noble avec mouchoir.

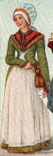
Femme du XVIe siècle avec mouchoir.

En Occident, ce n'est donc qu'après le Moyen Âge (il est alors appelé « coffin à roupies ») que le mouchoir est un objet connu, bien que pas forcément répandu (mention que dans les inventaires de succession des familles fortunées). Cette relative rareté n'empêche pas qu'il soit utilisé par toutes les classes de la population (au contraire de la fraise, par exemple). Le mouchoir existe dans le théâtre de Molière (L'Avare, 1668) :
« Qui se sent morveux, qu'il se mouche ! »
Si le fait de se moucher était — en Europe — entré dans les mœurs comme le prouve cette citation, le mouchoir en lui-même n'était pas objet très courant. Cette situation s'explique essentiellement par la valeur alors attribuée aux tissus : un simple morceau de haillon demeurait un luxe inaccessible pour nombre de personnes des couches inférieures de la population. La citation ci-dessus évoque le fait de se moucher, et non le mouchoir. Le mouchoir n'a jamais été un objet de première nécessité : se moucher dans ses doigts, ou sur un pan de son manteau, a été jusqu'au milieu du XXe siècle un acte répandu. Tenu à la main, il entrait aussi dans le jeu de la séduction féminine.

### De l'usage hygiénique à l'usage culturel du mouchoir

#### Se moucher en public
De ces différences d'utilisation entre pays découlent des différences de fabrication du mouchoir.

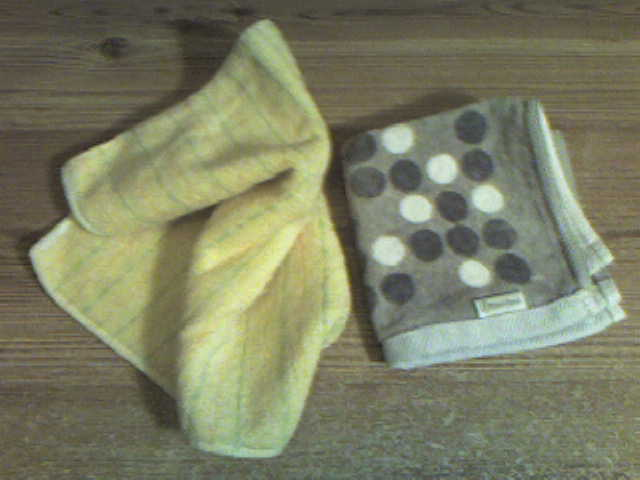
Deux han'kachi japonais en tissu éponge : pour s'éponger le front. Han'kachi (ハンカチ) est un emprunt abrégé de l'anglais handkerchief signifiant « mouchoir », dérivé de kerchief, lui-même emprunt déformé de l'ancien français « couvre-chef ».

Le Japon est le principal pays où les mouchoirs jetables (en papiers « de soie ») furent utilisés avant le xxe siècle,, les mouchoirs en toile servant à s'essuyer les mains ou à s'éponger le front, la nuque, etc. Cette fonction principale d'essuyage entraîna l'utilisation massive de tissu-éponge au détriment de la toile simple, moins pratique. Aujourd'hui, on peut dire que le mouchoir de toile simple est tombé en désuétude et a presque totalement disparu du Japon.
Du reste, même le mouchoir en papier est peu utilisé au Japon pour se moucher, et ceci malgré les efforts du tissue-san de San-X. Se moucher devant quelqu'un est assez vulgaire ; peut-être est-ce porter une attention excessive et condamnable envers son propre confort.

#### Se moucher en privé
L'acte de se moucher en privé paraît aller de soi, parce qu'il ne gêne, par définition, personne. Ce serait sous-estimer le marquage du mouchoir, du moins en France : se moucher, c'est obéir à un mode de comportement issu de la société. Il s'agit d'un geste codé, imprégné de morale et de valeurs. Ainsi, certains adolescents soucieux de se construire identitairement en s'affirmant « contre » la société adulte refusent parfois d'obéir à ce mode de comportement, préférant renifler bruyamment, en privé ou non.
Se moucher, dans un mouchoir ou non, est cependant un acte hygiénique important ; ne pas se moucher est la cause de nombreuses infections. Comme tout démarquage, il dépend d'un choix de groupe : si ne pas se moucher est une mode passagère et récurrente, elle n'est jamais systématique.
On voit à travers ce cas précis (français) que se moucher peut être un acte poli (même s'il nécessite une certaine discrétion), alors qu'il peut être de la plus grande vulgarité ailleurs.

#### Le mouchoir moralisé

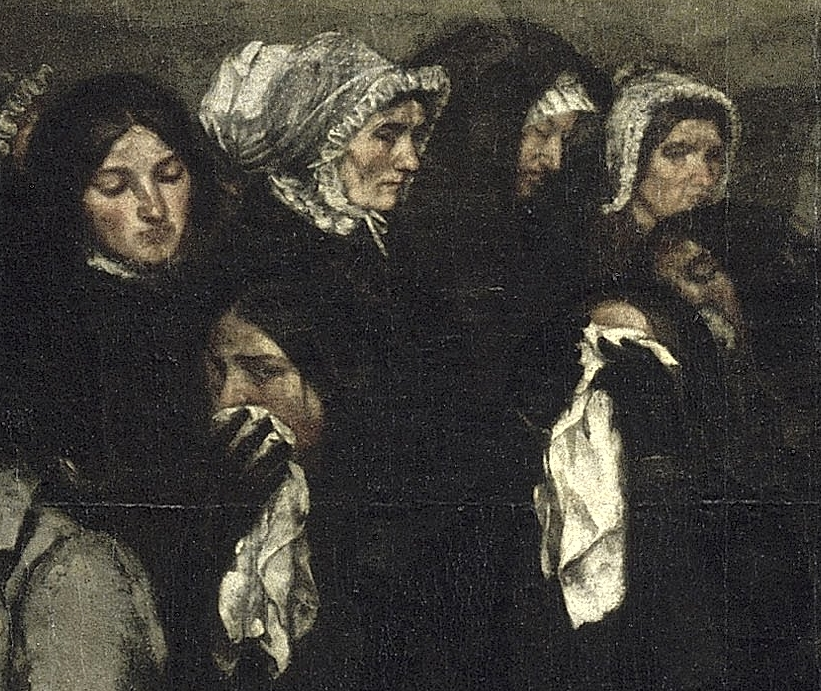
Longtemps, toute expression du corps, comme celle du mouchage, fut exclue de la peinture. Mais le Réalisme l'autorisera à partir du XIXe siècle. Ici, détail dUn enterrement à Ornans de Courbet (1850).

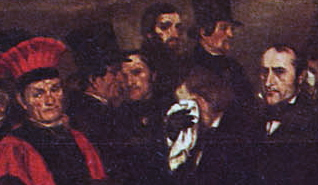
Dans ce même tableau, le personnage central, qui serait impassible dans une toile classique, est ici peint le visage dissimulé par un mouchoir banal. Le mouchoir est ici une expression réaliste du corps trivial mais digne dans sa trivialité,.

Ainsi, le mouchoir peut servir à éponger ses larmes (voir le film Préparez vos mouchoirs de Bertrand Blier, 1979, mais surtout ci-contre les détails du tableau de Gustave Courbet Un enterrement à Ornans), ou prétexte à cacher ces larmes pour de multiples raisons. Pour mémoire, rappelons cette définition d'Ambrose Bierce (Dictionnaire du Diable) :
« Mouchoir (n) : petit carré de soie ou de toile qui sert à accomplir diverses fonctions ignobles, touchant le visage, et particulièrement utile aux enterrements pour cacher l'absence des larmes. »
Le mouchoir est, dès peu après sa généralisation, un objet qui reçoit une marque morale, si ténue soit-elle ; cela est le cas de bon nombre d'expressions corporelles, à l'instar du mouchage, comme le rire, le bâillement, le soupir, etc. Montaigne, dans les Essais, estime que toute coutume est relative et qu'après tout, se moucher dans ses doigts est peut-être plus propre que confiner son mouchoir dans sa poche ; et que c'est gâcher bien du linge propre :

« Desrobons icy la place d'un compte. Un gentil-homme François se mouchoit tousjours de sa main (chose tres-ennemie de nostre usage) défendant là dessus son faict : et estoit fameux en bonnes rencontres : Il me demanda, quel privilege avoit ce salle excrement, que nous allassions luy apprestant un beau linge delicat à le recevoir ; et puis, qui plus est, à l'empaqueter et serrer soigneusement sur nous. Que cela devoit faire plus de mal au cœur, que de le voir verser ou que ce fust : comme nous faisons toutes nos autres ordures. Je trouvay, qu'il ne parloit pas du tout sans raison : et m'avoit la coustume osté l'appercevance de cette estrangeté, laquelle pourtant nous trouvons si hideuse, quand elle est recitee d'un autre païs. »

Si le mouchoir est à l'origine un objet d'utilité corporelle, dès la Renaissance, se moucher ne va plus de soi : ce morceau de tissu est déjà, et sans doute depuis longtemps, un objet en partie culturel. Il fait partie d'une panoplie et, que le mouchoir soit pratique pour se moucher ou non, il reçoit comme tout autre vêtement des marques qui indiquent très précisément à quelle classe appartient le porteur.
Gustave Flaubert a décrit un des usages du mouchoir dans son roman L'Éducation sentimentale :

« De temps à autre il s'essuyait le front avec son mouchoir de poche roulé en boudin, et qu'il portait sur sa poitrine, entre deux boutons de sa redingote verte. »

### Juger quelqu'un à l'aune de son mouchoir

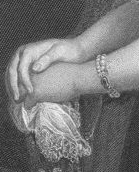
Un mouchoir de dentelle (XVIIIe siècle).

#### Le mouchoir moral
Le mouchoir fut une marque ostentatoire de richesse, selon la finesse de sa broderie, la forme de ses contours, la qualité de ses motifs. La dentelle et la broderie sont les aspects les plus apparents de la richesse ostentatoire : ainsi, l'inventaire de Clémence de Hongrie, reine de France, veuve de Louis le Hutin, ne contenait, lors de sa mort en 1328, qu'un « esmouchoir de soye broudé ».
L'ajout d'une marque culturelle (moralisante) dans le mouchoir par-dessus son utilité première explique peut-être que le mouchoir a été très tôt une marque ostentatoire de richesse.
Dans un premier temps (Moyen Âge), les différences entre les mouchoirs tiennent plus au confort qu'à l'ostentation : les personnes issues des classes sociales privilégiées possèdent ainsi des mouchoirs dont la texture est avant tout agréable, même si leur aspect peut également être soigné. Mais dès lors que la société française se hiérarchise et que chacune de ses parties jauge l'autre (période proto-industrielle), les marques moralisantes de l'aspect extérieur se multiplient, et le mouchoir en est une : d'objet d'un plus ou moins grand confort, il passe objet d'une plus ou moins grande ostentation. Sa dimension esthétique et symbolique - ce qu'il donne à voir - devient plus important que son caractère pratique - ce pour quoi il a été matériellement créé.

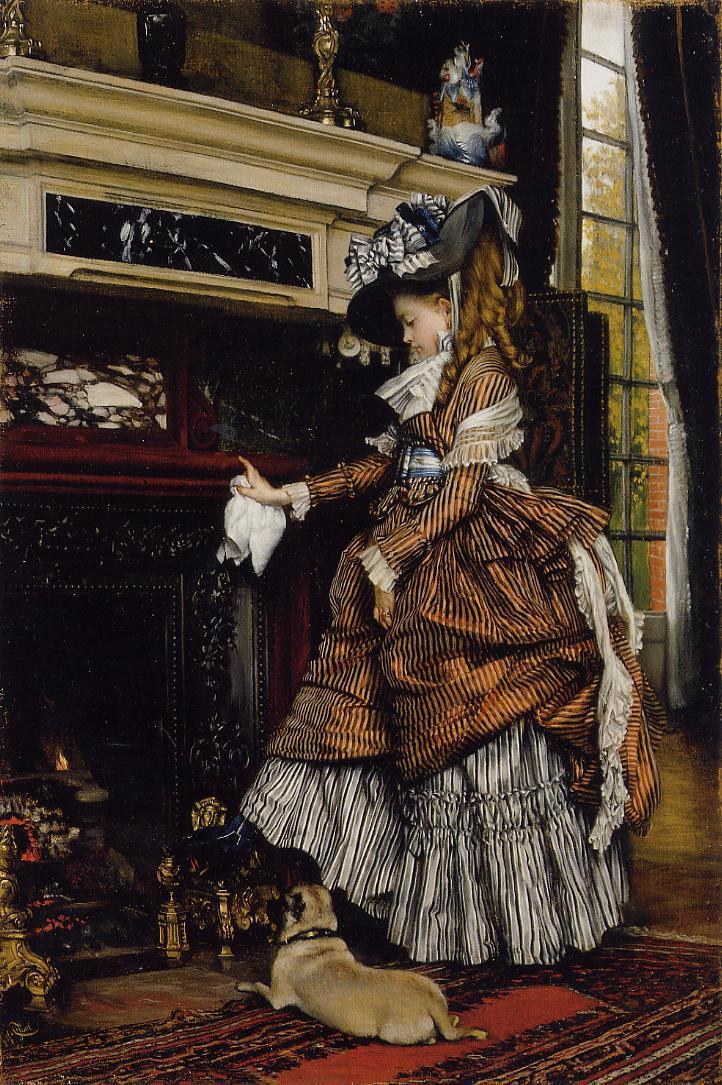
Au XIXe siècle, le mouchoir fait partie intégrante d'une tenue vestimentaire codée.

Le mouchoir fait ainsi partie de la panoplie de l'honnête homme (Érasme, ibid.) :
« S'il survient quelque chose de si risible qu'on ne puisse se retenir d'éclater, il faut se couvrir le visage avec son mouchoir ou avec la main. »
Mais dès lors que le mouchoir est instrument d'une morale de l'hygiène, il est aussi instrument de la morale tout court : il est notable que le Tartuffe tend un mouchoir à Dorine afin qu'elle cache sa poitrine (Molière, Le Tartuffe, 1664) :
« Tartuffe (il tire un mouchoir de sa poche) :
Ah ! mon Dieu, je vous prie,

Avant que de parler prenez-moi ce mouchoir.
Dorine :
Comment ?
Tartuffe :
Couvrez ce sein que je ne saurois voir :

Par de pareils objets les âmes sont blessées,

Et cela fait venir de coupables pensées. »
Si le mouchoir n'est pas ici, en soi, regardé par la morale, en revanche il en est un magistral agent (le mot « mouchoir » est placé à la rime, ce qui lui confère une certaine importance).
Le mouchoir est donc progressivement devenu un véritable vêtement, recevant les marques morales réservées à ces accessoires qu'il convient de porter d'une certaine manière, tels l'ombrelle, le gant ou le chapeau.

#### Le mouchoir snob

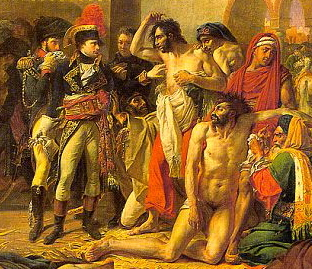
Détail de Bonaparte visitant les pestiférés de Jaffa (Antoine-Jean Gros, 1804). À gauche, derrière Bonaparte, un officier se protégeant la bouche d'un mouchoir ; à droite, un infirmier turc préparant des charpies.

Parallèlement à l'usage moral ou moraliste du mouchoir, s'est développée une utilisation vestimentaire du mouchoir. À partir du XVIe siècle, les personnes riches veulent non seulement le confort (mouchoir doux voire soyeux), mais aussi la représentation visible de tous du confort (mode ostentatoire des variantes de broderie, par exemple). Dès lors le mouchoir commence à être vêtement, même s'il est un vêtement utilitaire et pas encore un véritable objet de luxe. Il intègre alors une nouvelle panoplie mondaine : celle de la construction de l'apparence.
Il existe un exemple remarquable de cette utilisation codée du mouchoir. C'est le tableau d’Antoine-Jean Gros (ci-contre), qui montre le général Bonaparte et, derrière lui, un officier très affecté par l'odeur des pestiférés de Jaffa. Le fait de mettre son mouchoir sur le nez pour se dissimuler une odeur désagréable n'est pas remarquable en soi, et c'est presque un geste naturel, à but hygiénique. En revanche, ce qui est remarquable, c'est que le peintre l'ait représenté. Il rapporte ainsi en effet une manière très affectée de se servir d'un mouchoir, et c'est là montrer l'hiatus entre cet officier et les pestiférés, hiatus presque insoutenable pour l'officier, mais aboli par Bonaparte, courageux, au premier plan (même s'il s'agit, du reste, d'un héroïsme paradoxal, puisque Bonaparte est entouré de personnages inhabituels et malades).
C'est ce mouchoir « snob » qui participe, par contraste, au caractère épique du tableau : au contraire de cet officier, Bonaparte a pu soutenir l'odeur des pestiférés — mais aussi leur vue, si l'on considère que la vue seule pousse le général à mettre le mouchoir à la fois sur le nez et sur la bouche, afin de s'empêcher, sans doute, de vomir de dégoût.
Il est ainsi de nombreux cas où le mouchoir évolue en fonction de facteurs extérieurs à l'hygiène. Mais le mouchoir est un objet qui peut aller jusqu'à perdre sa fonction originelle, pour servir dans des occasions qui n'ont plus aucun rapport avec l'hygiène.

## Un mouchoir pour tout autre chose que se moucher

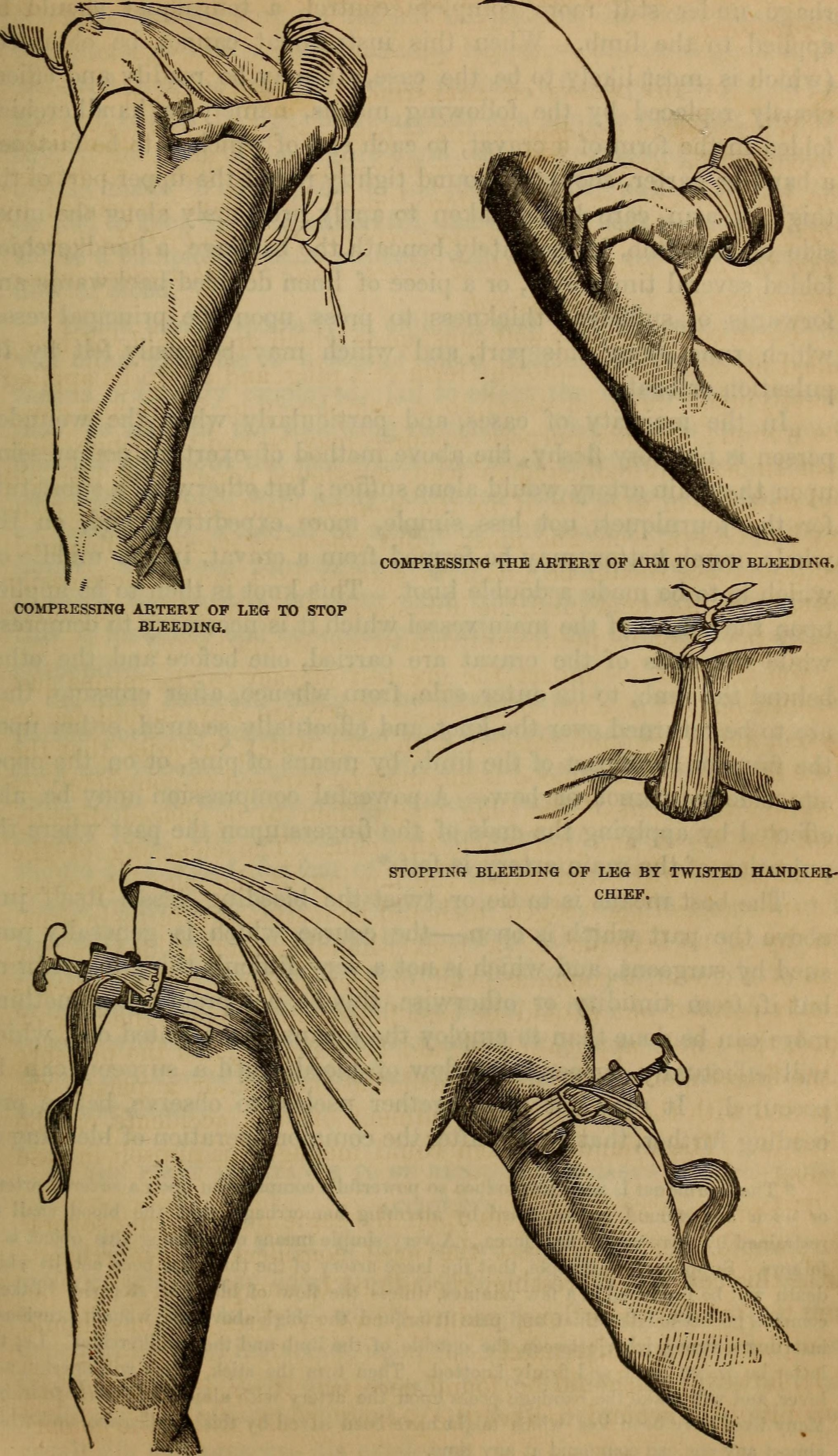
Mouchoir utilisé comme garrot (1869).

### Le mouchoir qui remplace un autre objet à l'improviste
Le mouchoir, de par sa forme carrée, a pu servir, dans sa diagonale, de bâillon, de corde, etc. : ainsi, Alexandre Dumas rapporte que Louis XVI aurait été exécuté les mains liées par un mouchoir, le monarque refusant la corde que le bourreau Sanson imposait aux condamnés habituels (Alexandre Dumas, Causeries, 1854) :

« Alors, [Sanson] s'approcha, et, du ton le plus respectueux : « Avec un mouchoir, Sire » dit-il. À ce mot Sire, qu'il n'avait pas entendu depuis si longtemps, Louis XVI tressaillit ; et, comme au même moment son confesseur lui adressait quelques mots du carrosse : « Eh bien, soit ; encore cela, mon Dieu ! » dit-il. Et il tendit les mains. »

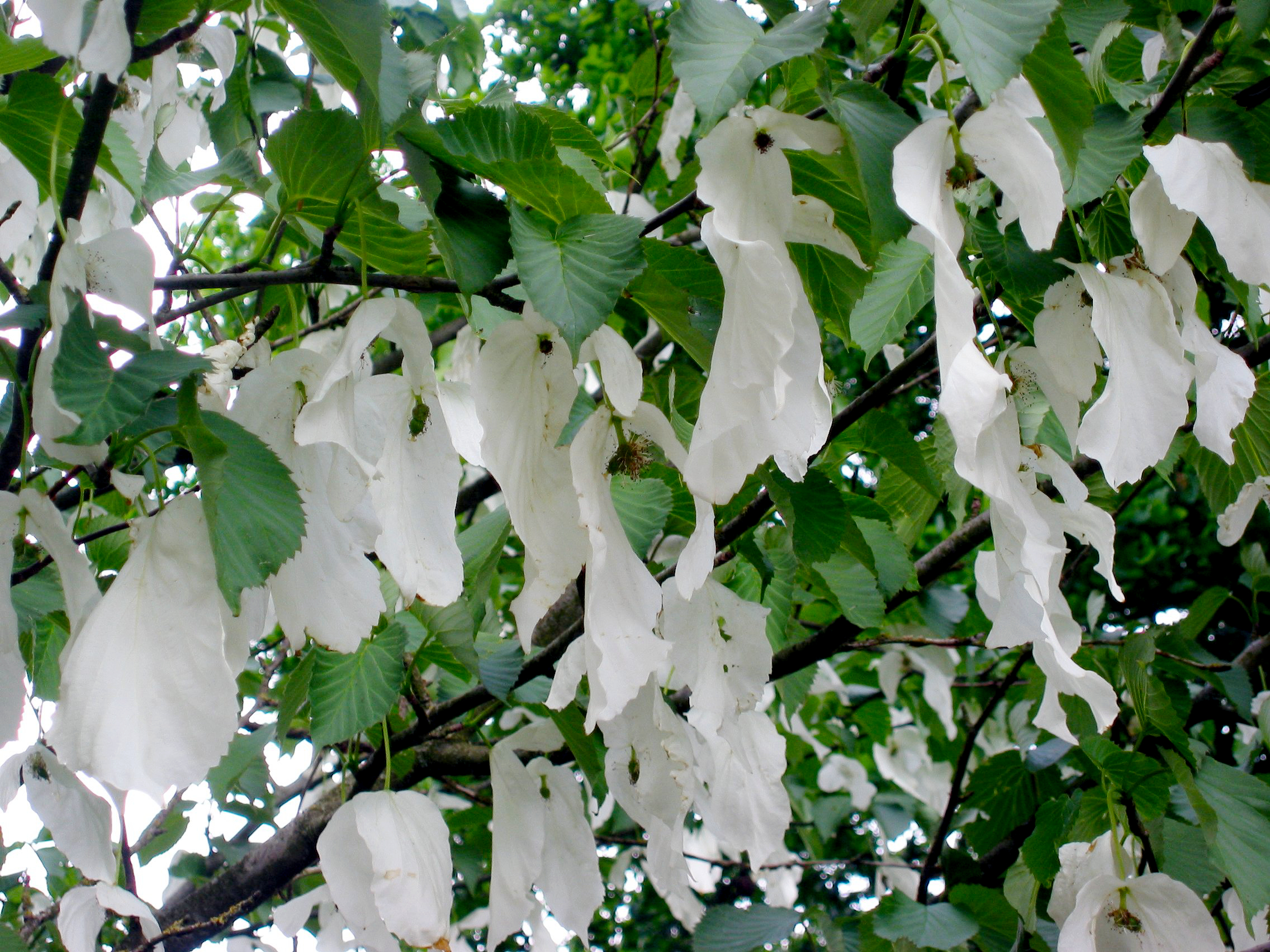
L'arbre aux mouchoirs (Davidia involucrata) nommé d'après le père David.

Le mouchoir est un objet idéal pour servir de corde lorsque l'on manque de celle-ci : le mouchoir en tissu, utilisé dans sa diagonale et non par un côté, est très solide et se déchire difficilement. En outre il a l'avantage du confort et de l'épaisseur ; on bâillonne difficilement quelqu'un avec une corde, si ce n'est en serrant très fort et de façon que le bâillonné ouvre continuellement la bouche sans pouvoir articuler un seul mot : un mouchoir dans ce cas est bien moins cruel et moins inconfortable qu'une corde.
Plus généralement, le mouchoir est un objet qui peut en remplacer beaucoup d'autres. On ne peut faire la liste exhaustive des services que peut rendre une simple pièce de tissu bordurée. Avec un mouchoir, on a pu soutenir un bras blessé, serrer un garrot, réveiller quelqu'un par des sels imbibés dans le mouchoir ou au contraire l'endormir s'il s'agit de chloroforme, arrêter une hémorragie : les usages médicaux sont innombrables. Mais notons aussi qu'on peut faire des signaux de fumée, nouer un balluchon ou même envelopper un pique-nique (mouchoir de préférence à carreaux rouges et blancs, en tissu grossier ou en bure ; — un grand chiffon de toile épaisse ferait tout de même mieux l'affaire).
Le mouchoir permet encore d'éponger, humidifier, dépoussiérer, cirer ou faire briller ses chaussures, essuyer un objet, s'essuyer le front en sueur, les mains, jouer à colin-maillard ou au jeu du mouchoir, transporter des pièces de monnaie, fêter la fête de la Mocadorada en Catalogne, donner un soufflet pour provoquer en duel (en évitant ainsi de toucher le souffleté de la main). Utilisation encore très pratique (voir le dessin infra de Millet de la paysanne coiffée d'un mouchoir), dans Le Crabe aux pinces d'or, Tintin se sert d'un mouchoir pour se protéger la tête du soleil de plomb du désert : et de même, les premiers marathoniens se coiffaient d'un mouchoir lors de leur course, mouchoir qui fut par la suite supplanté par la casquette avec visière sur la nuque.
Mais il est remarquable que le mouchoir soit très utilisé dans les danses telles que la marinera et le tondero péruviens, ou la tumba francesa du Congo. Dans les danses yiddish, le tikhele (mot signifiant « mouchoir ») est employé pour éviter le contact direct entre les partenaires de sexes différents, alors que dans le syrtos grec, les partenaires se tiennent par le mouchoir, mais de manière à donner plus d'amplitude à la danse. Le mouchoir peut être aussi exclusivement décoratif, comme dans la danse turque appelée Alí Paşa et codifiée par Bora Özkök, où le mouchoir est tenu par les meneurs qui sont à l'extrémité d'une ligne de danseurs.
Le mouchoir est en définitive une sorte d'« objet relais », très utilisé hors de son usage initial.
Le mouchoir, dans toutes ces utilisations, conserve une part de son utilité première, qui est d'être un tissu pour se moucher, c'est tout : au contraire du doudou par exemple, qui est un mouchoir fabriqué exprès pour un usage spécifique (voir le tableau infra pour les usages spécifiques).
Enfin, c'est lorsqu'il remplace le langage lui-même, devenant par exemple signe ou signal, que le mouchoir s'éloigne vraiment de son utilité première, tout en n'étant fabriqué que dans le même but premier et modeste, se moucher.

### L'usage sémiotique du mouchoir
Si le mouchoir a un sens dans certains contextes, il peut également être un message en lui-même ou un porteur de message. Accroché à un véhicule (pour alerter du danger de la longueur excessive d'un objet transporté), à un poteau ou une fenêtre, le mouchoir revêt une couleur vive — fréquemment rouge — afin d'être plus visible. Il constitue alors un signe direct.
Il peut aussi se constituer en support d'écriture, explicite ou non : le mouchoir servant, par exemple, de signal secret entre deux personnes complices, puisque ne comportant pas de mots. Cet objet on ne peut plus polyvalent a longtemps servi, entre autres, à marquer la place du cœur du fusillé, servant ainsi de cible au peloton d'exécution.
Mais c'est sans doute pour dire adieu lors de départs qui durent, comme lors de l'éloignement d'un navire, que le mouchoir remplace vraiment la langue. Car ici le mouchoir ne signale pas seulement la présence de quelqu'un quelque part : il est l'intermédiaire essentiel d'une émotion implicite qui ne peut plus être portée par les mots.

« À l'horizon, des voiles fuyaient vers la mer, des cheminées de steamers déployaient, sur le gris laiteux et perlé du ciel, de longues banderoles moutonnantes, pareils à des exilés qui agitent leurs mouchoirs, en signe d'adieu, aussi longtemps qu'ils sont en vue des rives aimées. Des mouettes éparpillaient des vols d'ailes blanches sur la nappe verdâtre et blonde, aux dégradations si douces et si subtiles qu'elles désoleront éternellement les marinistes. »

— Georges Eekhoud, La Nouvelle Carthage

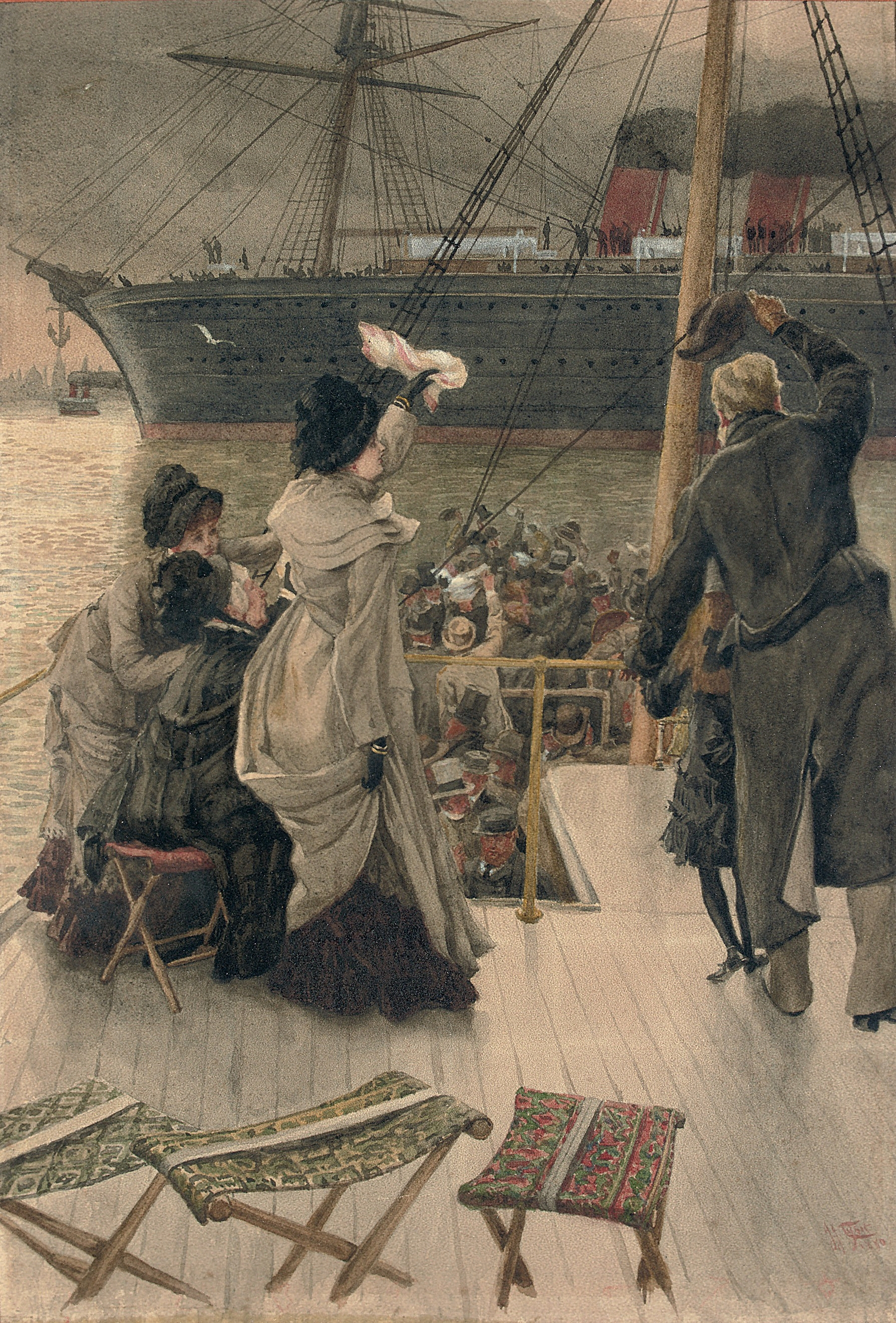
Pour une sémiotique du mouchoir. Adieu sur le Mersey, Tissot, 1881. Il y a une grande quantité de mouchoirs sortis par les gens pour l'occasion.

Et la séparation romantique des fiancés a souvent été exaltée grâce au stéréotype du mouchoir agité :

« Elle a l'air toute sérieuse, et je la vois de loin, debout, qui agite son mouchoir, comme font les châtelaines dans les livres, quand leur fiancé s'en va. »

— Jules Vallès, L'Enfant
Mais il peut aussi être le réceptacle du parfum de l'être aimé, qui perdure quelque temps après la séparation ; il peut aussi être un intermédiaire galant : l'amoureux ramassant le mouchoir tout chargé encore du parfum de celle qui l'a volontairement fait tomber est un topos de la littérature amoureuse.
Remplacer le langage semble être une destinée éternelle du mouchoir, et cela sous diverses formes : signaux de loin (voir supra), signes d'appartenance, ordres divers (la couleur du mouchoir rouge de Gobineau symbolise le meurtre à commettre dans ce roman), ou encore signal pour dire que la voie est libre, ou dangereuse, ou qu'il y a un imprévu (le mouchoir est souvent un message crypté).
Ainsi dans La Chartreuse de Parme, Clélia et Fabrice, qui ne peuvent physiquement pas se voir, utilisent le mouchoir comme signe que tout va bien ; plus loin dans le roman, le mouchoir devient même support d'un texte (imprimé, non brodé) et il est alors un objet d'une haute mondanité que Stendhal tourne en dérision :
« Au Moyen Âge, les Lombards républicains avaient fait preuve d'une bravoure égale à celle des Français, et ils méritèrent de voir leur ville entièrement rasée par les empereurs d'Allemagne. Depuis qu'ils étaient devenus de fidèles sujets, leur grande affaire était d'imprimer des sonnets sur de petits mouchoirs de taffetas rose quand arrivait le mariage d'une jeune fille appartenant à quelque famille noble ou riche. »
Dans ce même roman, les poèmes ou messages imprimés sur un mouchoir reviennent plusieurs fois ; il s'agit en quelque sorte d'un papier de luxe et, si le mouchoir n'est plus le message en lui-même, il y participe.
Cette destinée sémiotique d'un objet banal n'est pas anodine : l'humain utilise, pour communiquer, ce qu'il a à sa disposition : bouche, main, trace écrite, pourquoi pas un mouchoir, objet si répandu, si pratique et si adaptable à des tâches variées ? Et pas forcément par nécessité : au début du XXe siècle, il n'était pas rare d'imprimer des instructions militaires et autres modes d'emploi sur des mouchoirs en tissu.
En cas de force majeure un mouchoir peut cependant se révéler providentiel. Ainsi pour Mahé de La Bourdonnais qui, emprisonné à la Bastille, sans plus rien pour écrire, coucha sa défense sur un mouchoir avec de la suie et du marc de café pour toute encre.
Plus récemment, le code foulard, aussi connu comme le code mouchoir, le code bandana, est un système de code couleur employé par les gays recherchant de la sexualité libre (casual-sex) pour indiquer les fétiches sexuels préférés,

### Le mouchoirritualisé
Le mouchoir comme support d'écriture a cela de particulier, que quand on referme le mouchoir, on ne voit pas ce qu'on y a écrit ; or, à la différence du livre, le mouchoir porte en lui une dénotation d'intimité. Par conséquent le mouchoir support d'écriture n'est pas toujours un support par défaut de papier ; les mouchoirs contenant les poèmes lombards sont bien sûr des supports choisis, au contraire du mouchoir de Mahé de La Bourdonnais (voir ci-haut).
Cette connotation intime du mouchoir a fondé certains rites. Ainsi, en Iran, lors de la fête de Chaharshanbeh suri, la tradition perse veut qu'on fasse un nœud dans un mouchoir ou un tissu et que l'on demande au premier passant de défaire le nœud afin d'éloigner la malchance de quelqu'un (c'est la tradition de Gereh-gosha-ee). De même, dans la Maison de Marie, sur les hauteurs d'Éphèse, en Turquie, les pèlerins occidentaux insèrent dans un mur des prières ou des messages rédigés sur toute sorte de papiers, notamment des mouchoirs (en tissu ou jetables).
Dans le monde entier et à toutes les époques, le mouchoir revêt donc une utilité assez éloignée de ses fonctions d'origine. Ritualisé, il est un objet banal qui devient très personnel.

### Le mouchoir vestimentaire

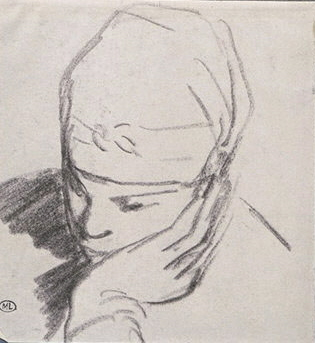
Dessin de Millet, Tête de paysanne coiffée d'un mouchoir, vers le milieu du XIXe siècle.

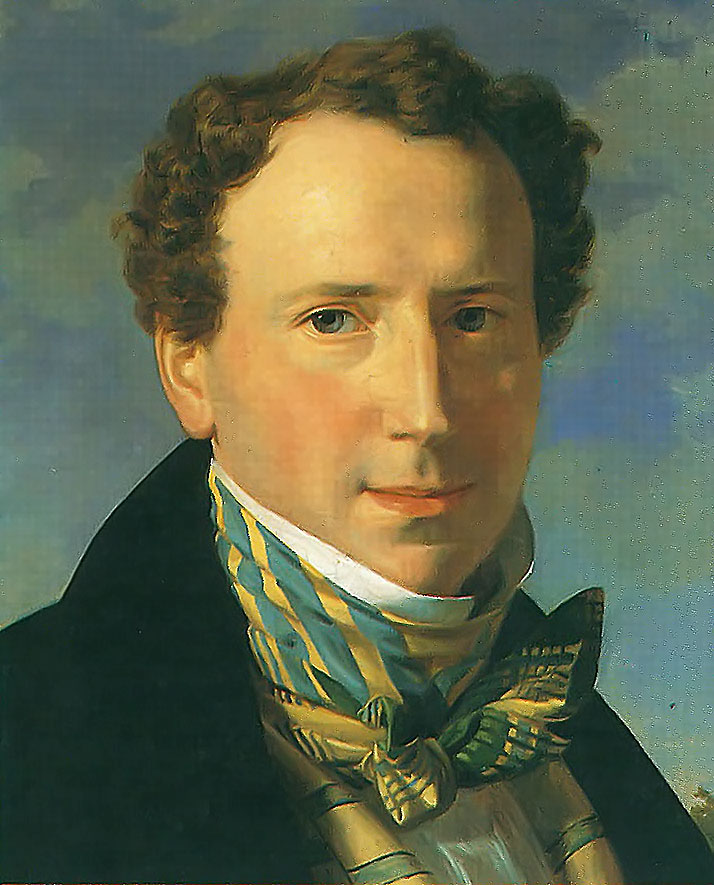
Un mouchoir de col au XIXe siècle

Le mouchoir comme vêtement semble hésiter entre utilité concrète et mode superfétatoire.
Au-delà ou en même temps qu'une fonction rituelle, le mouchoir a en effet pu s'affranchir de tout usage pratique. Devenant un pur support de mondanité, il est l'un des premiers vêtements à laisser apparaître de manière ostentatoire, soit la marque du fabricant ou du vendeur, soit les chiffres personnalisés du possesseur du mouchoir.
Un mouchoir peut très bien servir d'objet de mode, autour du cou, sur la tête, notamment pour se protéger du soleil ou de la pluie, entre autres exemples, durant la saison chaude en Afrique (le mouchoir est alors appelé moussor) ou chez les travailleurs de bords de mer en France. En effet les mouchoirs de tête flottants étaient très répandus autrefois chez les gens qui travaillaient sous le soleil, et a donné de nombreux dérivés, telle la pointe des comtadines, la quichenotte (ou kissnot) des ramasseuses d'huîtres des îles du littoral atlantique (Oléron, Ré, etc.) ou de la côte elle-même.
Les limites entre le mouchoir et l'écharpe ou d'autres vêtements deviennent alors assez floues, même si la dénomination mouchoir de col (voir image supra) est analogique : il ne s'agit pas vraiment d'un mouchoir autour du cou, à proprement parler.

Assortiment de costume : le mouchoir qui dépasse de la poche, appelé pochette de costume

Par ailleurs, le mouchoir peut être le moyen d'une véritable ostentation non de richesse, mais de mœurs. Dans les années 1970, à San Francisco, est apparue l'utilisation de la couleur du mouchoir de costume pour indiquer l'homosexualité du porteur. Pour un regard initié, la couleur signalait les préférences sexuelles de la personne. Ce n'est qu'un aspect du mouchoir comme marque d'appartenance à un groupe ; à défaut d'objet plus adéquat, les supporteurs ont parfois recours à des mouchoirs de couleur pour indiquer ostensiblement l'équipe qu'ils soutiennent, même si les serviettes sont en général davantage utilisées.
Mais le mouchoir peut cumuler un statut d'accessoire vestimentaire et une fonction rituelle, comme le montre son utilisation politique et partisane. En effet le mouchoir passé au bras devient brassard et étalé sur le front fait office de bandeau. L'improvisation est un aspect essentiel de certaines actions politiques, syndicales, etc. (par exemple une grève). Les partisans d'une cause populiste ont dans le passé aisément pris cet humble bout de tissu pour signe de ralliement ; ainsi des membres actifs du Movimento dos Pioneiros au Portugal et leurs brassards rouges, à la base un mouchoir. On comprend alors que le mouchoir, s'il reste un objet modeste, peut parfois devenir outil essentiel à des objectifs élevés — et que c'est cette modestie elle-même qui peut servir la cause échéante.
De tels signes de ralliement apparaissent souvent spontanément, à l'improviste : le mouchoir, ici encore, est objet par défaut. Mais dès lors que la banderole de mouchoirs improvisée devient un drapeau reconnu, on fabrique des drapeaux dans un format standardisé, à partir de tissu prévu à cet effet : le mouchoir retourne alors à son utilisation première.
Ainsi cet objet ne pourra jamais occuper des fonctions plus nobles que par défaut, malgré le grand nombre de ses utilisations possibles.
Rarement cependant, il peut occuper une place non par défaut mais par préférence : dans certains sports, les supporteurs d'une équipe agitent des mouchoirs pour marquer leur désaccord avec les dispositions de celles-ci, au lieu de siffler par exemple. Dans une corrida, différentes couleurs de mouchoirs sont utilisées pour divers signaux du public au président de la corrida, du président au torero, etc. Par exemple, le mouchoir blanc indique le soutien du public au torero ; le mouchoir vert du président est le signe qu'il faut changer un taureau blessé ou défectueux. Récemment (1991), la couleur orange a été introduite, signifiant la grâce accordée par le président au taureau (voir Corrida). Comme toute coutume, sans doute ces dernières sont-elles spontanées à leurs origines, qu'elles ont peut-être communes, provenant du même pays, l'Espagne.

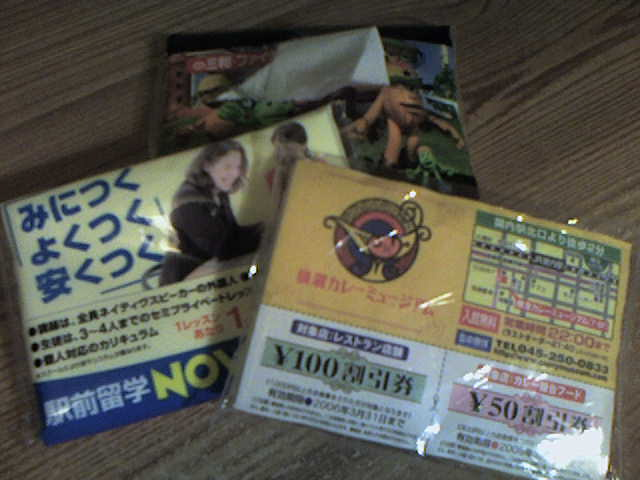
La publicité utilise parfois des espaces inattendus. À gauche, la réclame est imprimée directement sur l'enveloppe du paquet de mouchoirs. À droite, un carton publicitaire est inséré entre les mouchoirs et l'enveloppe du paquet.

D'une manière générale le mouchoir, malgré ses nouvelles fonctions, sera resté un objet censé être de première utilité, même s'il a pu n'être qu'un pur objet de mode. L'appellation même de mouchoir le renvoie à sa basse extraction — un objet banal au service d'un besoin physique basique — et l'oblige à rester des plus communs. Le sème de l'hygiène nasale en est indissociable.

### Le mouchoir à double fonction: pour se moucher, mais aussi récupéré par la propagande
Le mouchoir, objet domestique et commun de grande diffusion au début du XXe siècle, a servi de support à une propagande nationaliste imagée. Ainsi, en France, on a pu voir des cocardes tricolores et autres symboles patriotiques sur des mouchoirs des années 1900.
Un autre exemple de récupération propagandiste, plus récent, se situe dans le Japon contemporain. Tout au long des journées chaudes de l'été, des jeunes filles en distribuent gratuitement dans la rue. Les entreprises font distribuer ces paquets de mouchoirs jetables en papier, parfumés ou non, qui sont le support de publicités. Le mouchoir sert ainsi à une publicité polie (offerte avec le mouchoir, proposée et non imposée).
Cette distribution a un succès relatif ; d'un côté, les Japonais utilisent peu les mouchoirs en public ; d'un autre côté, l'aspect gratuit et le fait qu'on peut utiliser un mouchoir en papier pour n'importe quelle tâche hygiénique permettent malgré tout un certain succès à cette méthode publicitaire. Preuve en est, la diversification des publicités : avant les années 1990, on ne trouvait que des publicités pour des banques ou des téléphones roses. Aujourd'hui, le paquet de mouchoir est devenu un espace publicitaire comme les autres.

### Tableau des principales utilisations du mouchoir

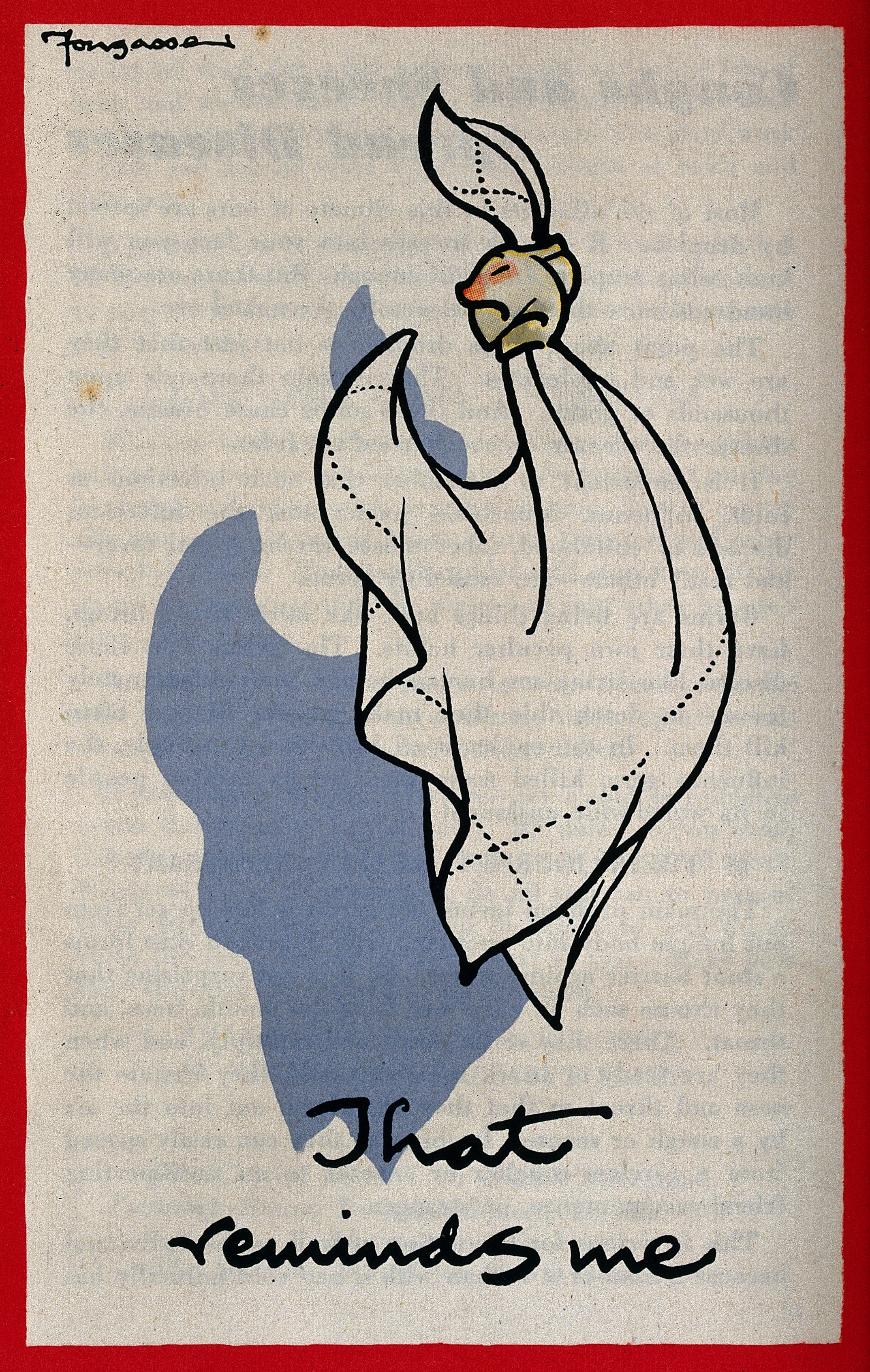
Nœud au mouchoir pour se rappeler d'une chose à faire (1940).

| Utilisation prévue et affectant la forme ou la qualité du mouchoir | Utilisation non prévue, à défaut d'objet plus adéquat |
| --- | --- |
| Se moucher Le doudou : essuyer le visage d'un enfant Le mouchoir-éponge : s'essuyer le front/servir de gant de toilette Faire montre d'un certain confort ou d'une certaine richesse (dentelle, broderies, etc.) Support d'écriture : Mouchoir à cocarde, armoiries, chiffres, etc. Poèmes, publicités, propagande, instructions militaires imprimées ou brodées | Tout essuyage (poussière, eau, etc.) Tout bouchage Filtrage physique (protection contre la fumée/les miasmes/les odeurs) Cirage Humidification Nœuds divers (attache, garrot, ou aide-mémoire) Amortissage / cale / manicle Toutes charpies Divers signaux Si le mouchoir est grand (surtout avant le XXe siècle) : Servir de foulard, brassard, cravate sommaire, bandeau, bâillon, etc. |

## La mode du mouchoir

### La forme carrée du mouchoir: une forme royale?

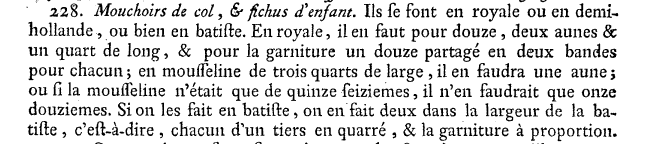
Entre 1771 et 1783, l'Académie royale des sciences fait publier les Descriptions des arts et métiers, faites ou approuvées par Messieurs de l'Académie royale des sciences de Paris. L'ouvrage contient des articles très précis sur la taille des mouchoirs, mouchoirs de col et autres bonnets de nuit.

Le mouchoir était de toute forme, ronde, carrée, triangulaire, toutes étant techniquement aussi utiles les unes que les autres pour se moucher. Cependant, au XVIIIe siècle, Marie-Antoinette fit remarquer que la forme carrée était plus adéquate ; Louis XVI, par la suite, imposa ce format au mouchoir par des lettres patentes en 1784.
La forme carrée est restée jusqu'à nos jours, bien que le mouchoir n'ait, du point de vue hygiénique, nul besoin de standardisation.
L’Encyclopédie répertorie plusieurs usages du mouchoir comme accessoire de mode (voir tableau ci-après). Du XVIIIe siècle au XXe siècle, l'évolution de la forme du mouchoir dépendra de deux facteurs croisés : la relative standardisation d'une part et, d'autre part, l'utilisation de mode, qui se fait parfois (assez rarement) à partir de mouchoirs prévus dès l'origine de leur fabrication pour être des coiffes ou des accessoires de costume.

### Une normalisation de la taille

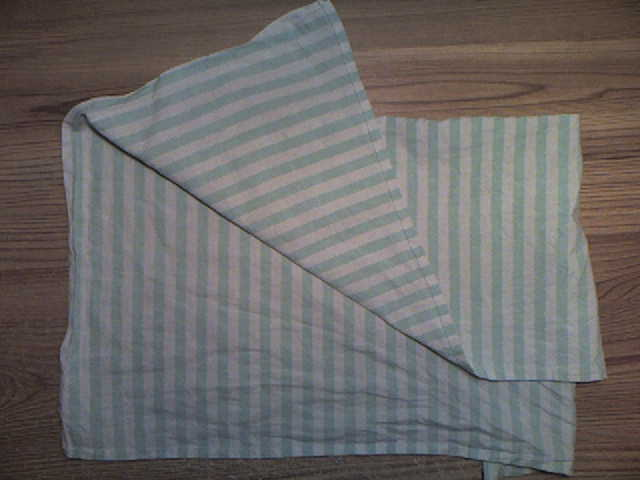
Un mouchoir carré à rayures : le grand classique.

Après Louis XVI, la standardisation de la taille est principalement due à l'industrialisation et la commercialisation du mouchoir : avec elles apparurent en effet les réplications à grande échelle, surtout pour un objet aussi commun et répandu. Mais notons immédiatement un bémol : il s'est agi d'une standardisation de facto et non de jure, c'est-à-dire que chaque manufacture fabriqua des mouchoirs d'une taille unique, sans aucune règle commune avec les autres manufactures. C'est encore le cas aujourd'hui : si l'automatisation des métiers à tisser permet une taille identique au millimètre près pour chaque modèle de mouchoir d'un même fabricant, en revanche chaque fabricant a ses propres patrons. Ce n'est pas le cas pour les chaussures, la longueur maximale des couteaux, la taille des ampoules électriques ou autre objets domestiques dont la standardisation est cruciale (n'importe quel mouchoir va à n'importe quel nez, mais n'importe quelle chaussure ne va pas à n'importe quel pied).

### Époque moderne: industrialisation, commercialisation

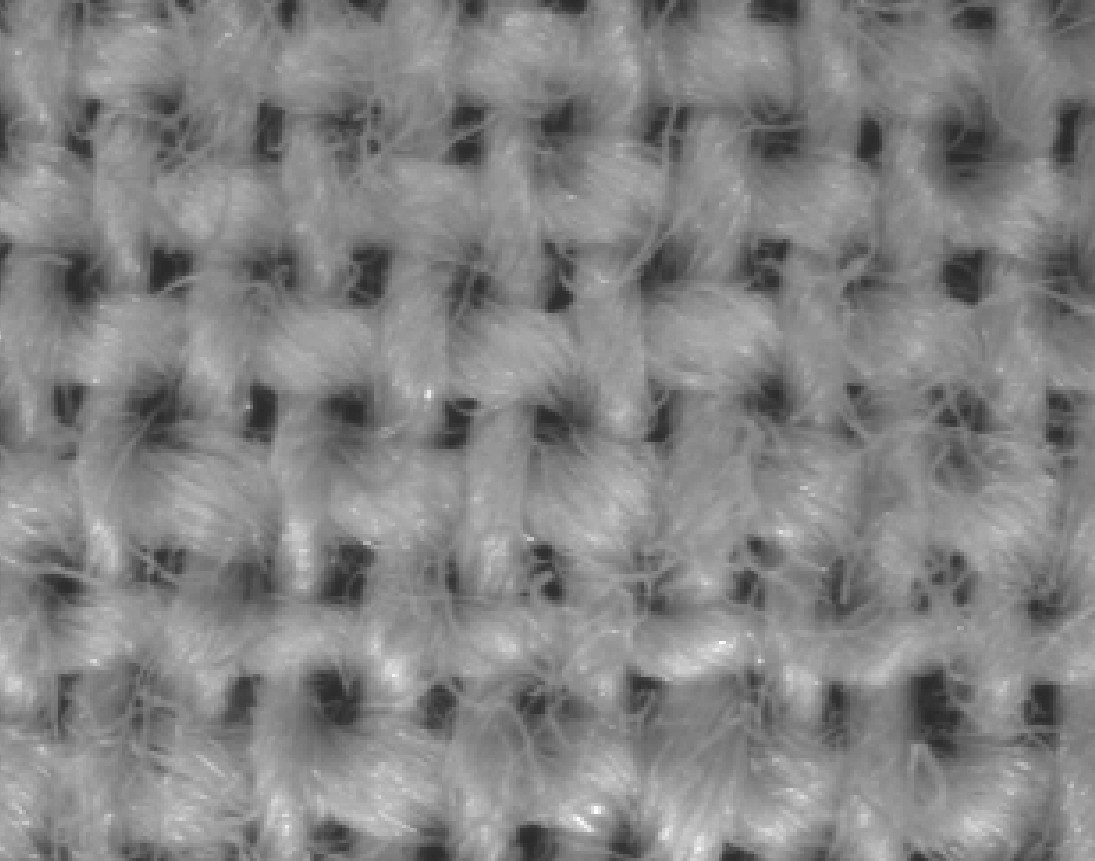
Texture sans accroc d'un mouchoir en tissu au microscope.

Au XIXe siècle, le mouchoir aurait tendu vers une normalisation en 30 × 30 cm, plus souvent 40 × 40, moins souvent 50 × 50 (ces données sont forcément approximatives, ainsi qu'on vient de le voir), mais aussi 20 × 20.
À la marge, certains types particuliers de mouchoirs ne se sont jamais standardisés : ainsi du mouchoir pour bébé en forme d'animal par exemple, attaché à un hochet (ou autre), pouvant très bien servir de doudou, très répandu bien que discutable hygiéniquement.
L'automatisation a aussi apporté une plus grande rapidité et une meilleure efficacité dans la production de mouchoirs de qualité : à la main, avec le métier mécanique, un accroc est plus fréquent qu'avec un automate (voir la texture ci-contre).

### Le mouchoir en tissu: hier et aujourd'hui

#### Les qualités de mouchoir en tissu

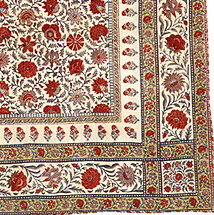
Détail d'un carré de coton en coton de Jaipur. Impression à la planche de bois et peinture à la main, vers 1795.

Un mouchoir non jetable est en général fait d'un tissu léger, doux, peu épais et pourtant solide. Les fabricants de mouchoir en tissu ont, dans le passé, cherché ces qualités.
Au XVIIIe siècle, de nouvelles qualités de coton apparaissent, provenant notamment d'Inde, par exemple le madras, du nom de la ville indienne. Madras a aussi donné son nom aux tissus à carreaux, pour tous mouchoirs, nappes, chiffons.
À cette époque, les imports de textiles sont de plus en plus nombreux ; parfois blanchisseries reconverties, les manufactures se multiplient : c'est la période préindustrielle. Ces manufactures sont des indienneries. Une indiennerie célèbre est celle de Jouy-en-Josas, créée en 1760, et dont tire son nom la toile de Jouy. L'indiennerie fabriquait, entre autres, des mouchoirs-châles. Si les toiles de Jouy étaient en général imprimées (souvent à la planche de bois ou de cuivre), une fabrication plus compliquée et plus manuelle a persisté, notamment pour les broderies.
Vers le début du XIXe siècle, ces broderies pouvaient parfois être faites à la machine ; par la suite, les métiers manuels ont peu à peu disparu, faisant des chômeurs de ces très nombreux tisserands qui travaillaient dans les caves (ainsi la fabrication de chaussures à Cholet doit son importance à une reconversion massive de tisserands au chômage au XIXe siècle).
Entre 1800 et 1830, c'est la mode du carré de coton, dont on peut faire un châle, un mouchoir pour se moucher, ou encore un mouchoir pour ne pas se moucher (cf. plus haut, le mouchoir ostentatoire). Les carrés de coton reprenaient souvent (et encore aujourd'hui) les motifs indiens dits paisley qu'on retrouve sur les bandanas (ces derniers étant des dérivés du mouchoir de tête ou du moins, leurs équivalents indiens ; par exemple la wikipédia néerlandaise définit strictement le bandana comme un mouchoir (zakdoek) pour la tête).
La soie est très tôt utilisée, plus douce que le coton, du moins avec les techniques préindustrielles. En Chine, dès la dynastie des Ming, la soie se décline dans toute une série d'accessoires, dont les mouchoirs. La soie a l'avantage sur le coton d'être très légère et beaucoup plus facilement soyeuse (cet adjectif lui-même vient d'ailleurs du mot soie).
Les célèbres manufactures fabriquant (entre autres) des mouchoirs sont apparues en général au XIXe siècle : Baudin (à Bolbec), Winkler, etc. Les tissus de grande qualité les plus répandus sont les cotons indiens, la soie des soieries de Lyon, et la plupart des soies de Chine. Sans oublier le coton Jumel (ou Gossypium barbadense), provenant en général de l'Égypte bien que son origine soit péruvienne, et dont les fibres sont très longues et d'une grande qualité (5 % de la production mondiale de coton).
Le satin sert aux bordures du mouchoir. Le lin a longtemps été utilisé pour la batiste (notamment dans le Cambrésis).

#### Un luxe de tradition: le mouchoir de Cholet

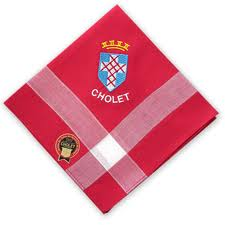
Le mouchoir rouge de Cholet.

Depuis la révolution industrielle, Cholet, en Maine-et-Loire, a toujours été un important centre de production textile. Cholet est ainsi appelée la « capitale du mouchoir » ou la « ville aux mouchoirs » en référence notamment au célèbre mouchoir rouge de Cholet apparu dans les années 1900.
Ce mouchoir est rouge et blanc. Le blanc témoigne de l'histoire royaliste de la région ; au cours de la guerre de Vendée, les Chouans se ralliaient à la couleur blanche de leur drapeau. La légende raconte même que le comte Henri de La Rochejaquelein (ou François de Charette) portait trois mouchoirs blancs sur son uniforme afin d'être reconnu des siens, mouchoir qui par ailleurs pouvait servir de cible aux Républicains. Le blanc a toujours été l'une des couleurs symboliques du roi de France (du drapeau blanc au panache blanc d'Henri IV). Le rouge du mouchoir constituerait un rappel allégorique du sang vendéen versé durant ces affrontements. C'est un tisserand, Léon Maret, qui l'aurait créé en 1900, profitant du succès d'une chanson de Théodore Botrel, chantre breton : « Le mouchoir rouge de Cholet », rouge du sang du héros qui le portait.
« Mais qu'est-ce là dans ma poquette ?

C'est mon vieux mouchoir blanc si laid

Je te le donne pour ta fête

Taché de sang, ma mie Annette

Il est si rouge qu'on dirait

Un mouchoir rouge de Cholet. »
Cholet abrite le musée du textile, installé dans l’ancienne blanchisserie de la Rivière Sauvageau. À l’intérieur de la « salle des sèches », il présente un atelier de tissage permettant de visualiser les modalités de production du mouchoir rouge et de perpétuer la tradition régionale.
Le musée commercialise notamment des mouchoirs et torchons.
En 1997, il a accueilli un colloque international consacré aux différents usages du mouchoir à travers les siècles et les cultures.

## L'industrie de la cellulose

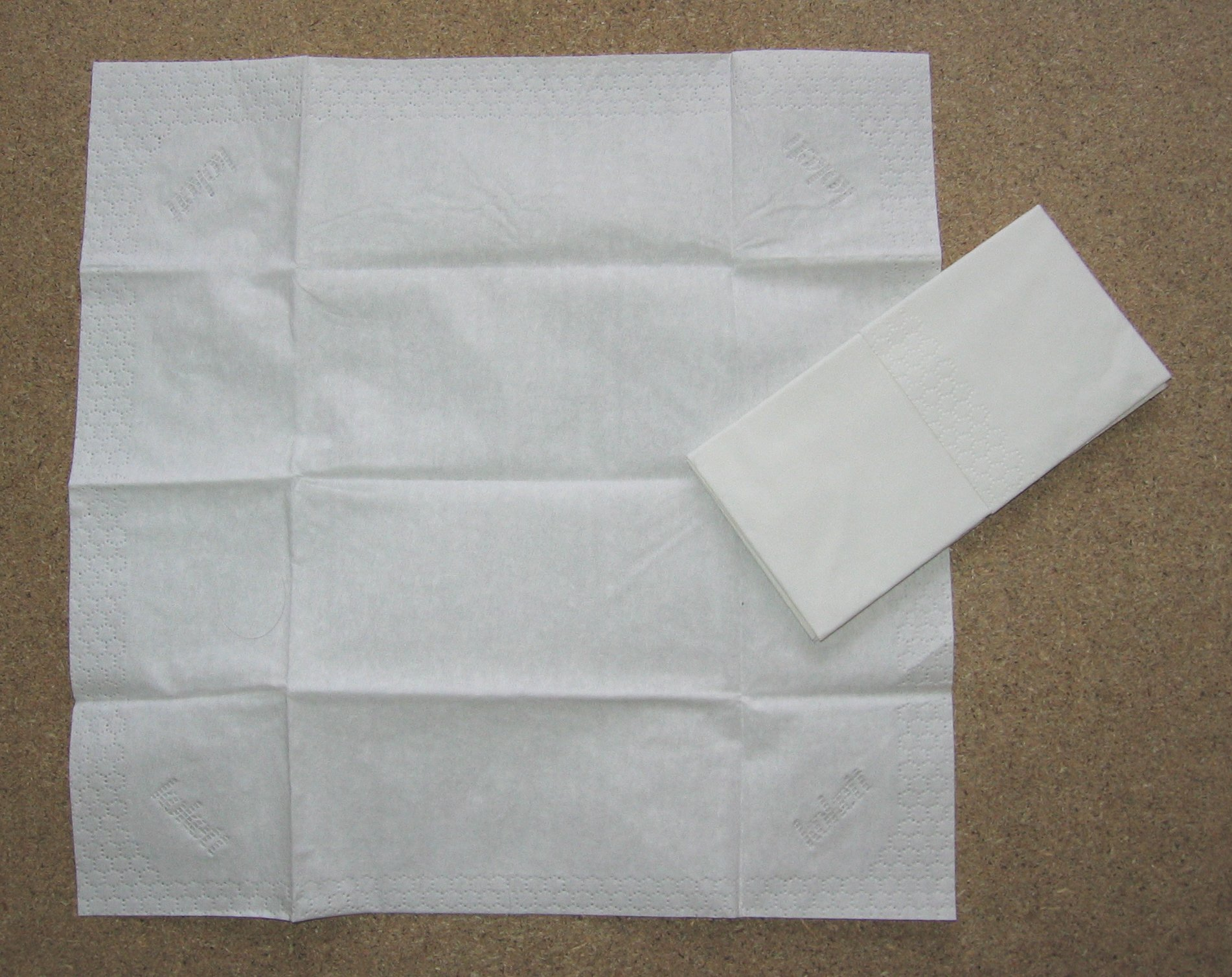
Mouchoir en papier, plié et déplié.

Apparu en 1924, le mouchoir en papier, non lavable, est plus hygiénique et participe de l'ère du « tout-jetable ».

### Le Kleenex
En 1924, le Kleenex est fabriqué par Kimberly-Clark : il s'agit d'une pièce de papier doux pour le démaquillage (« Kleenex » est la combinaison phonétique de « cleansing » — « nettoyage » — réduit à « clean » et de « ex » qui vient de Kotex, produit précédent de la marque). Mais dès 1926, la société s'aperçoit que les consommateurs utilisent le Kleenex pour se moucher. Ce n'est qu'en 1930 que le produit commence à être commercialisé comme mouchoir jetable et se fait mondialement connaître.
En France, l'appellation « kleenex » est peu à peu supplantée par « mouchoir en papier » (on parle aussi de « papier mouchoir », par analogie avec le « papier calque », le « papier filtre », etc.). Au Québec, on parle de « kleenex ». Dans les pays anglophones, l'équivalent du « kleenex » est le « tissue » (du français « tissu »), qui servait à désigner par euphémisme le mouchoir quand ce terme était considéré comme vulgaire (ou du moins à éviter) par les couches supérieures de la société[réf. nécessaire]. Cet euphémisme a aujourd'hui disparu.
Le tissue, paradoxalement, n'est pas en tissu, de même que le handkerchief n'est plus un couvre-chef (foulard) : il s'agit là de glissements de sens sous des mots inchangés.

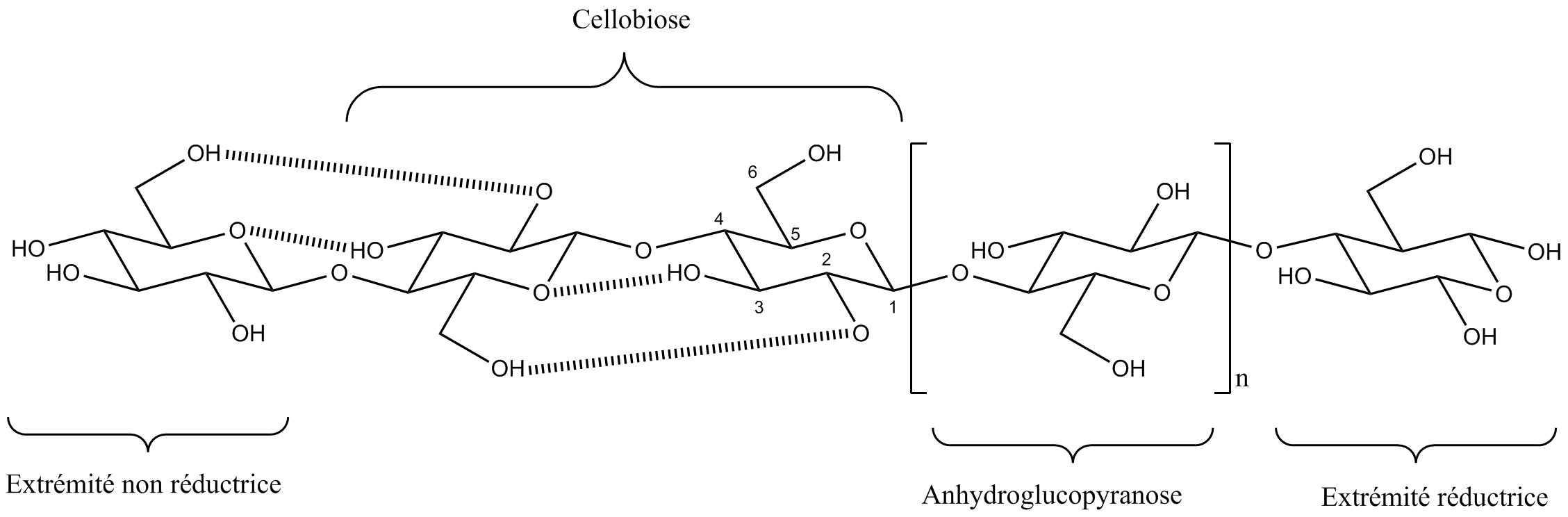
Un mouchoir en papier est composé de papier. Structure moléculaire de la cellulose.

### En boîte

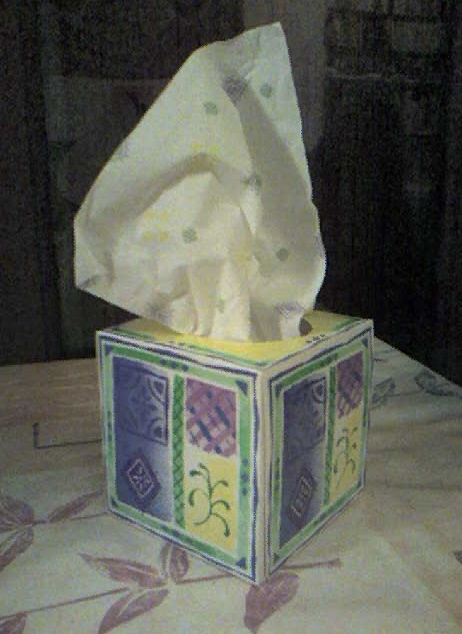
Une boîte de mouchoirs cubique

Après le Kleenex, Kimberly-Clark invente dès 1928 la boîte de mouchoirs avec ouverture prédécoupée sur le dessus.
Il existe aujourd'hui des caches-boîtes décoratifs ou des étuis conçus pour masquer les boîtes en carton parfois visuellement pauvres. La forme standard des boîtes est rectangulaires mais sont apparues des conditionnement de forme plus cubique ; à cette innovation s'ajoute l'impression de motifs colorés sur les boîtes, comme parfois sur les mouchoirs eux-mêmes. Jusqu'aux années 1990, les boîtes rectangulaires comportaient rarement des motifs distrayants, si ce n'était diverses déclinaisons de la marque du fabricant ou du distributeur.
Il existe aussi de nombreuses variétés de poches en lin, de fabrication d'une bien moindre ampleur.

### En paquets

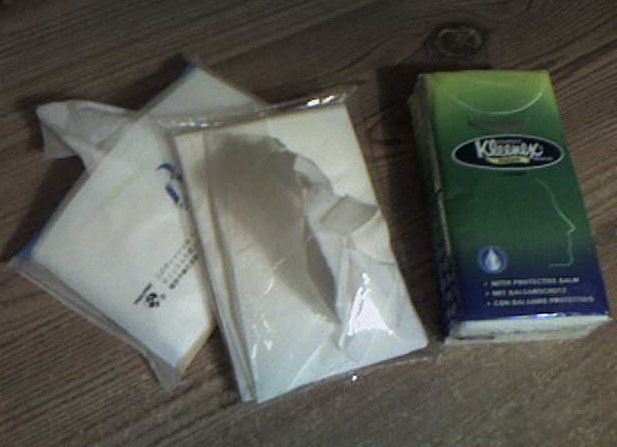
Mouchoirs comparés. De gauche à droite : un paquet japonais à ouverture latérale ; un paquet japonais à ouverture centrale ; un paquet occidental à rabat autocollant.

C'est encore les Kleenex qui sont vendus pour la première fois, en 1932, sous la forme de paquets de poche.
Les paquets de mouchoirs en papier au Japon ont la forme de petites poches, peut-être de la forme des premiers paquets de mouchoirs en papier importés au Japon. Par la suite, les paquets japonais n'ont pas évolué de la même manière que les paquets occidentaux, vers une forme cubique ou rectangulaire, avec une étiquette collante pour la fermeture : les paquets japonais n'ont pas cette étiquette et se ferment comme toute poche à double battant (système d'ouverture en barbacane).
Du reste, les mouchoirs contenus dans ces poches sont plus larges et souvent moins épais qu'en France, et pliés différemment. Peut-être l'habitude française du mouchoir en tissu oblige-t-elle à une certaine solidité dans le mouchoir jetable en France, en vue d'une éventuelle réutilisation. Le mouchoir en tissu est quasiment absent des coutumes nipponnes, pour une utilisation de mouchage du moins : les mouchoirs en tissu pour s'éponger le front (ou autre utilisation hygiénique) sont en revanche assez communs (voir photo des hankachi, supra). Les mouchoirs en papier servent aussi, au Japon, pour tout essuyage ou épongeage, quand le hankachi fait défaut. En outre, les Japonais ne connaissant pas vraiment la serviette de table en tissu, ils confondent aisément le mouchoir en papier et la serviette en papier de restaurant, tous deux jetables et de même taille : l'un peut remplacer l'autre à l'occasion.

### Addition de menthol et autres «effets soyeux»
La qualité du mouchoir est relevée lorsqu'une marque propose des mouchoirs au menthol ou à d'autres additifs (le menthol est aussi d'une utilité hygiénique[réf. souhaitée]). Le menthol et les autres luxes tendent à se généraliser même dans les mouchoirs de premiers prix.
Il est donc possible pour le consommateur de choisir entre deux conforts : le confort du mouchoir neuf et jetable, additionné de conforts supplémentaires (visuels, olfactifs, etc.), et le confort de l'objet personnel, intime, le mouchoir en tissu, faisant presque partie de la garde-robe, et utilisable dans des occasions parfois très éloignées de l'hygiène nasale.

### Écologie vs hygiène
D'un point de vue écologique, il serait préférable d'utiliser un mouchoir en tissu réutilisable car un mouchoir de cellulose, si jeté dans la nature, met près de trois mois à disparaître, créant une pollution. Aussi, fabriquer un tel mouchoir nécessite du papier, donc du bois ; le papier recyclé est moins soyeux, moins vendable[réf. nécessaire].
En revanche, du point de vue hygiénique et selon l'Institut Pasteur, un mouchoir en papier jetable est préférable. En particulier, le mucus, s'il n'a rien de révulsant, reste un nid à microbes. Par exemple, le virus respiratoire syncytial peut vivre plusieurs jours dans un mouchoir et provoque une infection virale chez le nourrisson.
Mais ces considérations ne portent que sur les mouchoirs en tissu réutilisés trop de fois[réf. nécessaire] ; il est recommandé de les laver très régulièrement. Pour cela, 60 °C en machine sont suffisants. Pour un mouchoir d'une propreté impeccable, avec le moins de germes et d'acariens possible, on peut utiliser de l'eau de Javel.

## Expressions

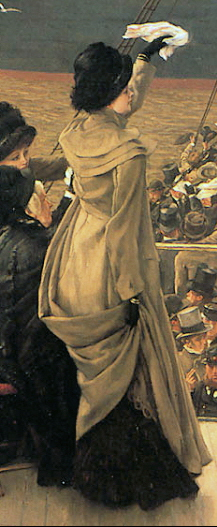
« Adieu, adieu ! ». Détail de Goodbye - On the Mersey.

- « Tenir dans un mouchoir de poche » : être de petite dimension.
- « (Concurrents) dans un mouchoir » : très rapprochés.
- « Jeter le mouchoir à une femme » : choisir à son gré, entre plusieurs femmes, celle que l’on préfère ; par allusion à la manière dont on prétend qu’en usait le sultan pour sélectionner parmi ses femmes la favorite d’un soir (expression archaïque).
- « Se lave comme un mouchoir » : se lave facilement, entretien facile.
- « Le mettre dans sa poche avec un mouchoir par-dessus » : oublier son orgueil et faire comme de si de rien n'était.
- "faire un noeud à son mouchoir" : désigne une méthode servant de pense-bête, d'aide mémoires.

## Citations
- « Quelles que soient les larmes qu'on pleure, ça finit toujours dans un mouchoir. » (Marcel Achard)
- « Un drapeau qu'on cache dans sa poche, ce n'est pas un drapeau, c'est un mouchoir. » (Émile de Girardin)
- « Il laissait choir son mouchoir de soie.

Il disait :
"Chois comme ce mouchoir de soie… mon chou ! Chois léger !"
Qu'est-ce qu'il a pu me faire choir ! » (Raymond Devos).
- « Les mouettes naissent des mouchoirs que l'on agite au départ du bateau. » (Ramón Gómez de la Serna, Greguerias).
- « Je fais un nœud à mon mouchoir pour me rappeler que j'existe. » (Alexandre Arnoux).
- « En matière sentimentale, il ne faut jamais offrir ni conseils ni solutions... Seulement un mouchoir propre au moment opportun. » (Arturo Pérez-Reverte, Le Tableau du maître flamand).
- « On prend toujours un train pour quelque part. Au bout du quai flottent des mains et des mouchoirs ». (Gilbert Bécaud dans la chanson On prend toujours un train pour quelque part).
- « Le mouchoir, c'est un parc à huîtres. » (Pierre Perret)

## Dans la culture

### Cinéma
Plusieurs titres de films font référence au mouchoir :
- Du bon usage du mouchoir (Handkerchief Drill), de Michael Orrom (1949)
- Le Mouchoir rouge, de Toshio Masuda (1964)
- Préparez vos mouchoirs, de Bertrand Blier (1978)
- Le Mouchoir blanc, de Beyaz Melek (2007)
- Les Petits Mouchoirs, de Guillaume Canet (2010)

### Musique
- Le groupe country/folk franco-suisse romand Aristide Padygros a sorti en 1976 un 33 tours dont la pochette représente un mouchoir brodé à son nom, et ayant manifestement servi (Paddy Blue, dit aussi Le Mouchoir, Cezame 1976).